# Kortedala församling
Kortedala församling är en församling i Göteborgs norra kontrakt i Göteborgs stift. Församlingen ligger i Göteborgs kommun i Västra Götalands län och ingår i Nylöse pastorat.

## Administrativ historik
Församlingen bildades 1960 genom en utbrytning ur Göteborgs Gamlestads församling och utgjorde till 2018 ett eget pastorat. Från 2018 ingår församlingen i Nylöse pastorat.

## Kyrkor
- Allhelgonakyrkan
- Vårfrukyrkan till 2008

## Areal
Kortedala församling omfattade den 1 januari 1976 en areal av 3,9 kvadratkilometer, varav 3,9 kvadratkilometer land.